# Kils kyrka
För kyrkan i orten Kil i Värmland, se Stora Kils kyrka.
Kils kyrka ligger i Närkes Kil i Strängnäs stift. Den är församlingskyrka i Axbergs församling inom Norra Närkes kontrakt. Kils kyrka är sockenkyrka för Kils socken.
Under 1100-talet planerade man för ett stort kyrkbygge i Kil. Bygget kunde avslutas först mot slutet av 1200-talet. Medeltidskyrkan kvarstod 1779-80, då den genomgick en radikal ombyggnation. Det nuvarande tornet tillkom 1780, men spiran som ersatte den runda toppkupolen av koppar uppfördes 1909.

## Orgel
- 1803 bygger Pehr Schiörlin, Linköping en orgel.
- 1860 bygger Erik Adolf Setterquist, Örebro en orgel med 9 stämmor.
- Den nuvarande orgeln är byggd 1960 av Olof Hammarberg, Göteborg. Orgeln är mekanisk. Fasaden är från 1803 års orgel.

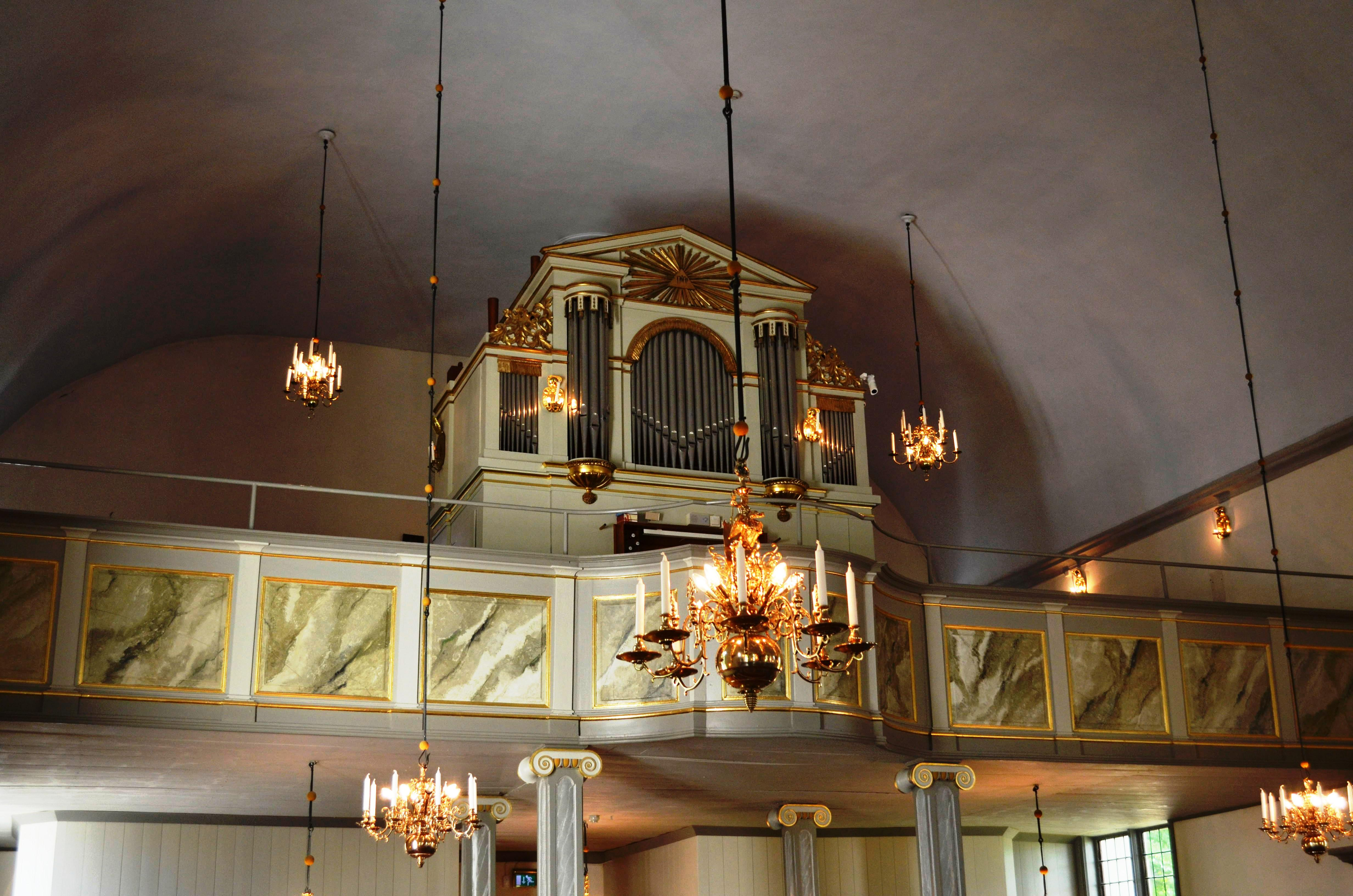
Kils kyrkas Orgel.

| Huvudverk I   | Svällverk II        | Pedal         | Koppel |
| Principal 8´  | Gedakt 8´           | Subbas 16´    | I/P    |
| Rörflöjt 8´   | Spetsflöjt 4´       | Gedakt 8´     | II/P   |
| Oktava 4´     | Kvintadena 4´       | Oktava 4´     | II/I   |
| Flöjt 4´      | Principal 2'        | Blockflöjt 2´ |        |
| Kvinta 2 2/3' | Sesquialtera 2 chor | Fagott 16'    |        |
| Oktava 2'     | Scharf 2 chor       |               |        |
| Mixtur 4 chor | Regal 8'            |               |        |
| Dulcian 16'   | Crescendosvällare   |               |        |

### Webbkällor
- Landskap för alla
- Wikimedia Commons har media som rör Kils kyrka.